# Luton Shelton
Luton Shelton (Kingston, 11 de noviembre de 1985-Ibidem., 22 de enero de 2021) fue un futbolista jamaicano. Jugó de delantero y su último equipo fue el Harbour View Football Club. Fue el mayor goleador de la historia de la selección de Jamaica.

## Carrera deportiva
Shelton jugó cuatro apariciones en la Premier League para Sheffield United en 2006-07 como parte de una carrera de clubes que comenzó y terminó con el club jamaicano Harbour View e incluyó tiempo con paradas en Helsingborg, Valerenga, Karabukspor y Volga Nizhny Novgorod en el medio.
Sufría de esclerosis lateral amiotrófica (ELA), a menudo llamada enfermedad de Lou Gehrig, que ataca el sistema nervioso, causa por la cual murió.
Shelton anotó 35 veces en 75 partidos internacionales durante una carrera internacional que lo vio empatar goles contra el USMNT, Canadá y Panamá, entre otros.

## Clubes
| Club             | País       | Año         |
| ---------------- | ---------- | ----------- |
| Harbour View     | Jamaica    | 2004-2006   |
| Helsingborgs IF  | Suecia     | 2006-2007   |
| Sheffield United | Inglaterra | 2007-2008   |
| Vålerenga IF     | Noruega    | 2008-2011   |
| Aalborg BK       | Dinamarca  | 2009        |
| Karabükspor      | Turquía    | 2011- 2013  |
| FC Volga         | Rusia      | 2013 - 2015 |
| Harbour View     | Jamaica    | 2017 - 2021 |